# Paratrigonidium chopardianum
Paratrigonidium chopardianum is een rechtvleugelig insect uit de familie krekels (Gryllidae). De wetenschappelijke naam van deze soort is voor het eerst geldig gepubliceerd in 1943 door Ebner.